# سیارک ۳۹۹۰
سیارک ۳۹۹۰ (به انگلیسی: 3990 Heimdal، نامگذاری:1987SO3) سه هزار و نهصد و نودمین سیارک کشف شده‌است که در ۲۵ سپتامبر ۱۹۸۷ کشف شد.
قدر مطلق سیارک برابر ۱۰٫۴۰ است.